# 진주소방서
진주소방서(晉州消防署, Jinju Fire Station)는 경상남도 진주시를 관할하는 경상남도 소방본부 산하의 소방서이다.

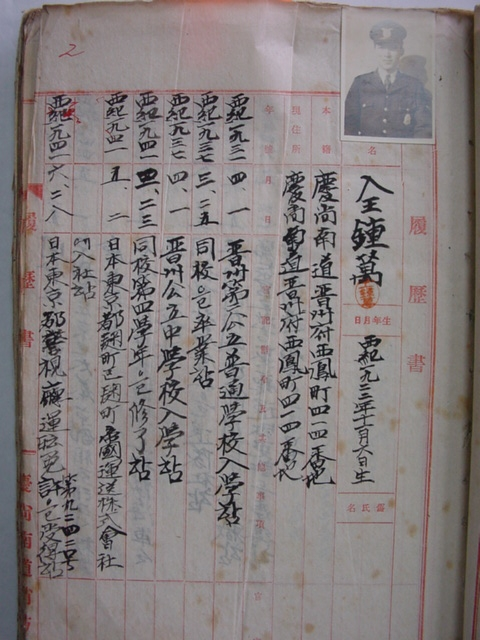
1940년대 진주소방서 인사기록부

소방서장은 소방정으로 보한다.

## 연혁
- 1946년 11월 1일: 진주소방서 개서
- 1969년 1월 1일: 삼천포소방서(現 사천소방서) 분리
- 1995년 3월 21일: 거창소방서 분리
- 2008년 7월 4일: 하동소방서 분리
- 2010년 6월 1일: 산청소방서 분리

## 조직
| - 소방행정과 - 소방행정팀 - 예산장비팀 | - 예방안전과 - 안전지도팀 - 예방교육팀 - 민원팀 | - 현장대응과 - 구조구급팀 - 대응조사팀 |

## 관할센터 및 관할구역
진주소방서는 6개의 119안전센터와 1개의 구조대를 산하에 두고 있다.
| 명칭                 | 사진 | 주소                | 관할구역 | 지역대              |
| -------------------- | ---- | ------------------- | --- | ------------------- |
| 상대119안전센터      |      | 동진로 249          | 상대동, 상평동, 초전동, 하대동                                                                               |                     |
| 중앙119안전센터      |      | 북장대로64길 14     | 장대동, 봉곡동, 중안동, 인사동, 본성동, 평안동, 남성동, 옥봉동, 봉래동, 상봉동, 수정동, 동성동, 계동, 대안동 |                     |
| 천전119안전센터      |      | 강남로167길 16      | 강남동, 칠암동, 망경동, 주약동, 가좌동, 호탄동, 정촌동, 내동면                                               |                     |
| 평거119안전센터      |      | 순환로 565          | 이현동, 신안동, 평거동, 판문동, 대평면, 명석면, 수곡면                                                       | 수곡119구급지원센터 |
| 문산119안전센터      |      | 문산읍 월아산로 979 | 금곡면, 금산면, 문산읍, 사봉면, 진성면, 지수면, 이반성면, 일반성면                                           | 반성119지역대       |
| 금산119안전센터      |      | 금산면 송백로 477   | 금산면, 집현면, 미천면, 대곡면, 초장동                                                                       |                     |
| 진주소방서 119구조대 |      | 동진로 249          | 경상남도 진주시 일원                                                                                         |                     |

## 같이 보기
- 대한민국 소방청
- 대한민국의 소방
- 대한민국 소방공무원